# Via Vittorio Emanuele II (Cirié)
Via Vittorio Emanuele II è una via pedonale situata a Cirié nella città metropolitana di Torino ed è la strada principale del centro storico cittadino.
La via, di origine medievale, è nominata a Vittorio Emanuele II, il primo re d'Italia.

## Storia

### Nel passato
Nel Medioevo è la Via Maestra, che divide in metà il borgo e i suoi quartieri; nel XV secolo le famiglie nobili più importanti e abbienti vi costruirono le loro case, i loro palazzi e le torri in muratura, insieme con artigiani, mercanti e liberi professionisti, che usavano il portico per le loro attività, confinando orti e giardini all'esterno delle mura. Tutta la parte con i portici era sede di mercato nei giorni stabiliti.

### Oggi
Oggi è la principale via del centro storico cittadino nonché una delle principali di tutta la città, tuttavia, a causa dei numerosi cambiamenti nel corso dei secoli, mantiene pochi resti del suo passato medievale tra cui la torre dei Provana e alcune facciate di dimore signorili. 
A partire dal 2022, nonostante le critiche, la strada è stata resa completamente pedonale.

## Edifici d'interesse
Lungo il percorso vi sono:
- Chiesa di San Giuseppe
- Chiesa dello Spirito Santo
- Torre dei Provana